# Harri Toivonen
Harri Juha Toivonen (* 22. Oktober 1960 in Helsinki) ist ein ehemaliger finnischer Autorennfahrer.

## Familie
Harri Toivonen ist der Sohn von Pauli Toivonen, einem bekannten Rallye-Fahrer der 1960er-Jahre, der 1966 die Rallye Monte Carlo und 1968 die Rallye-Europameisterschaft gewann. Sein älterer Bruder Henri war ebenfalls Rallye-Fahrer und zählte Mitte der 1980er-Jahre als Lancia-Werkspilot zu den erfolgreichsten Piloten der Gruppe-B-Ära. Er verunglückte 1986 bei der Rallye Korsika auf einem Lancia Delta S4 tödlich.

## Karriere

### Rallyesport
Wie Vater und Bruder bestritt auch Harri Toivonen zuerst Rallyes. Nach Starts in der finnischen Rallye-Meisterschaft war der erste Rallye-Weltmeisterschaftslauf an dem er teilnahm, die 1000-Seen-Rallye 1980. Bei der 1000-Seen-Rallye erreichte er 1986 mit dem achten Rang auf einem MG Metro 6R4 sein bestes Ergebnis bei einer internationalen Rallye.

### Sportwagenrennen
1988 wechselte er auf die Rundstrecke und fuhr forthin Touren- und Sportwagenrennen. 1990 verpflichtete ihn Franz Konrad für sein Rennteam Konrad Motorsport. 1990 und 1991 ging er für Konrad und Kremer Racing bei den Rennen der Sportwagen-Weltmeisterschaft an den Start. Seine beste Platzierung in diesen beiden Jahren war der dritte Gesamtrang mit Manuel Reuter auf einem Porsche 962 beim 430-km-Rennen von Suzuka 1991. Diesen Erfolg wiederholte er beim 430-km-Rennen auf dem Nürburgring. Dazu kamen der fünfte Gesamtrang beim 430-km-Rennen von Monza und der Sechste beim 430-km-Rennen von Magny-Cours. 
1992 gehörte er zum B.R.M.-Team, das das ganze Jahr über vergeblich versuchte, den P351 zum Laufen zu bringen. Beim 24-Stunden-Rennen von Le Mans, musste Wayne Taylor das Rennen als Alleinfahrer aufnehmen, da sowohl Toivonen als auch Richard Jones die zum Start notwendigen Trainingsrunden nicht erreichten. Nach 20 gefahrenen Runden fiel der Wagen mit Getriebeschaden aus. 
Toivonen bestritt bis in die frühen 2000er-Jahre Sportwagenrennen und erklärte nach dem 24-Stunden-Rennen von Daytona 2002 seinen Rücktritt vom aktiven Rennsport.

## Statistik

### Le-Mans-Ergebnisse
| Jahr | Team                  | Fahrzeug         | Teamkollege        | Teamkollege   | Platzierung | Ausfallgrund    |
| ---- | --------------------- | ---------------- | ------------------ | ------------- | ----------- | --------------- |
| 1991 | Porsche Kremer Racing | Porsche 962 CK6  | JJ Lehto           | Manuel Reuter | Rang 9      |                 |
| 1992 | British Racing Motors | BRM P351         | Wayne Taylor       | Richard Jones | Ausfall     | Getriebeschaden |
| 1996 | Kremer Racing         | Kremer K8 Spyder | Christophe Bouchut | Jürgen Lässig | Ausfall     | Unfall          |
| 1997 | Pacific Racing Ltd.   | BRM P301         | Eliseo Salazar     | Jesús Pareja  | Ausfall     | Motorschaden    |
| 2001 | Team Ascari           | Ascari A410      | Werner Lupberger   | Ben Collins   | Ausfall     | Benzinpumpe     |

### Einzelergebnisse in der Sportwagen-Weltmeisterschaft
| Saison | Team                  | Rennwagen   | 1   | 2   | 3   | 4   | 5   | 6   | 7   | 8   | 9   |
| ------ | --------------------- | ----------- | --- | --- | --- | --- | --- | --- | --- | --- | --- |
| 1990   | Konrad Motorsport     | Porsche 962 | SUZ | MON | SIL | SPA | DIJ | NÜR | DON | MOT | MEX |
| 1990   | Konrad Motorsport     | Porsche 962 |     |     | 14  | 13  | 20  | 14  | 16  | 18  | 12  |
| 1991   | Kremer Racing         | Porsche 962 | SUZ | MON | SIL | LEM | NÜR | MAG | MEX | AUT |     |
| 1991   | Kremer Racing         | Porsche 962 | 3   | 5   | 8   | 9   | 3   | 6   |     | DNF |     |
| 1992   | British Racing Motors | BRM P351    | MON | SIL | LEM | DON | SUZ | MAG |     |     |     |
| 1992   | British Racing Motors | BRM P351    | DNF |     |     |     |     |     |     |     |     |

### Einzelergebnisse WRC
| Jahr | Team                   | Fahrzeug                | 1   | 2   | 3   | 4   | 5   | 6   | 7   | 8   | 9   | 10  | 11  | 12  | 13  | Punkte | Rang |
| ---- | ---------------------- | ----------------------- | --- | --- | --- | --- | --- | --- | --- | --- | --- | --- | --- | --- | --- | ------ | ---- |
| 1980 | Harri Toivonen         | Chrysler Avenger        | MON | SWE | POR | KEN | GRE | ARG | FIN | NZL | ITA | FRA | GBR | CIV |     | –      | 0    |
| 1980 | Harri Toivonen         | Chrysler Avenger        |     |     |     | DNF |     |     |     |     |     |     |     |     |     | –      | 0    |
| 1981 | Harri Toivonen         | Talbot Sunbeam Lotus    | MON | SWE | POR | KEN | FRA | GRE | ARG | BRA | FIN | ITA | CIV | GBR |     | –      | 0    |
| 1981 | Harri Toivonen         | Talbot Sunbeam Lotus    |     |     |     |     |     | DNF |     |     |     |     |     |     |     | –      | 0    |
| 1982 | David Sutton Cars Ltd. | Ford Escort RS 1800     | MON | SWE | POR | KEN | FRA | GRE | NZL | BRA | FIN | ITA | CIV | GBR |     | –      | 0    |
| 1982 | David Sutton Cars Ltd. | Ford Escort RS 1800     |     |     |     |     |     | DNF |     |     |     |     |     |     |     | –      | 0    |
| 1983 | Harri Toivonen         | Mitsubishi Lancer Turbo | MON | SWE | POR | KEN | FRA | GRE | NZL | ARG | FIN | ITA | CIV | GBR |     | –      | 0    |
| 1983 | Harri Toivonen         | Mitsubishi Lancer Turbo |     |     |     |     |     | DNF |     |     |     |     |     |     |     | –      | 0    |
| 1983 | Mitsubishi Ralliart    | Mitsubishi Lancer Turbo |     |     |     |     |     |     |     |     |     |     |     |     |     | –      | 0    |
| 1983 | Mitsubishi Ralliart    | Mitsubishi Lancer Turbo |     |     |     |     |     |     |     |     | DNF |     |     |     |     | –      | 0    |
| 1986 | Austin Rover WRT       | MG Metro 6R4            | MON | SWE | POR | KEN | FRA | GRE | NZL | ARG | FIN | CIV | ITA | GBR | USA | 3      | 49   |
| 1986 | Austin Rover WRT       | MG Metro 6R4            |     |     |     |     |     |     |     |     | 8   |     |     | DNF |     | 3      | 49   |
| 1987 | Harri Toivonen         | Mazda 323 4WD           | MON | SWE | POR | KEN | FRA | GRE | USA | NZL | ARG | FIN | CIV | ITA | GBR | –      | 0    |
| 1987 | Harri Toivonen         | Mazda 323 4WD           |     | DNF |     |     |     |     |     |     |     | DNF |     |     |     | –      | 0    |
| 1988 | Harri Toivonen         | Lancia Delta Integrale  | MON | SWE | POR | KEN | FRA | GRE | USA | NZL | ARG | FIN | CIV | ITA | GBR | –      | 0    |
| 1988 | Harri Toivonen         | Lancia Delta Integrale  |     |     |     |     |     |     | DNF |     |     |     |     |     |     | –      | 0    |

| Legende  | Legende            | Legende                                                          |
| Farbe    | Abkürzung          | Bedeutung                                                        |
| -------- | ------------------ | ---------------------------------------------------------------- |
| Gold     | –                  | Sieg                                                             |
| Silber   | –                  | 2. Platz                                                         |
| Bronze   | –                  | 3. Platz                                                         |
| Grün     | –                  | Platzierung in den Punkten                                       |
| Blau     | –                  | Klassifiziert außerhalb der Punkteränge                          |
| Violett  | DNF                | Rennen nicht beendet (did not finish)                            |
| Violett  | NC                 | nicht klassifiziert (not classified)                             |
| Rot      | DNQ                | nicht qualifiziert (did not qualify)                             |
| Rot      | DNPQ               | in Vorqualifikation gescheitert (did not pre-qualify)            |
| Schwarz  | DSQ                | disqualifiziert (disqualified)                                   |
| Weiß     | DNS                | nicht am Start (did not start)                                   |
| Weiß     | WD                 | zurückgezogen (withdrawn)                                        |
| Hellblau | PO                 | nur am Training teilgenommen (practiced only)                    |
| Hellblau | TD                 | Freitags-Testfahrer (test driver)                                |
| ohne     | DNP                | nicht am Training teilgenommen (did not practice)                |
| ohne     | INJ                | verletzt oder krank (injured)                                    |
| ohne     | EX                 | ausgeschlossen (excluded)                                        |
| ohne     | DNA                | nicht erschienen (did not arrive)                                |
| ohne     | C                  | Rennen abgesagt (cancelled)                                      |
| ohne     | keine WM-Teilnahme |                                                                  |
| sonstige | P/fett             | Pole-Position                                                    |
| sonstige | 1/2/3/4/5/6/7/8    | Punktplatzierung im Sprint-/Qualifikationsrennen                 |
| sonstige | SR/kursiv          | Schnellste Rennrunde                                             |
| sonstige | *                  | nicht im Ziel, aufgrund der zurückgelegten Distanz aber gewertet |
| sonstige | ()                 | Streichresultate                                                 |
| sonstige | unterstrichen      | Führender in der Gesamtwertung                                   |